# José Luis Villar Iglesias
José Luis de Villar Iglesias (La Línea de la Concepción, Cádiz, 15 de agosto de 1960) es un político español del Partido Andalucista. 

## Biografía
Vinculado a la política desde muy joven gracias a un clima político favorable en el seno de su familia, su padre fue Senador en las Cortes Constituyentes, se integra en 1978 en el Partido Socialista de Andalucía-Partido Andaluz, origen del posterior Partido Andalucista, en el que militó hasta su disolución en septiembre de 2015.  Ocupó en su partido diversos cargos orgánicos de responsabilidad, entre ellos la Presidencia de las Juventudes Andalucistas, la Secretaría Provincial de Sevilla y diversos puestos en el Comité Nacional del Partido durante varios años, entre ellos la Secretaría Nacional de Comunicación e Imagen.
Es licenciado en Derecho. Especialidad Derecho Público. Universidades Autónoma de Madrid (cursos 1º y 2º) y de Sevilla (cursos 3º, 4º y 5º). También es licenciado en Historia en la Universidad de Sevilla. Premio Real Maestranza de Caballería y Premio Excmo. Ayuntamiento de Sevilla al mejor expediente académico de la promoción de 2000 de la Facultad de Geografía e Historia. Ha realizado los Cursos de Doctorado (Programa “Política, Sociedad y Economía en el Antiguo y Nuevo Régimen”): La sociedad agraria en el Antiguo y Nuevo Régimen: relaciones sociales, formas de explotación y control político; Fiscalidad y finanzas (siglos XIII-XVII); Minorías étnico-religiosas: judíos y mudéjares; La nobleza castellana a fines de la Edad Media; Andalucía y Extremadura durante la Edad Media: los vestigios materiales. Obtuvo el Doctorado en Historia por la Universidad de Sevilla con su Tesis "Al-Andalus y las fuentes del oro" leída en enero de 2016 y calificada con sobresaliente "cum laude".
Incorporado al Ilustre Colegio de Abogados de Sevilla en noviembre de 1985, es también funcionario por oposición del Cuerpo Superior de Administradores-Administración General de la Junta de Andalucía, por Orden de 26 de noviembre de 1992.
Fue Concejal del Excmo. Ayuntamiento de Sevilla desde 1987 a 1999, ocupando los siguientes cargos: Delegado de Participación Ciudadana (1991-1993), Presidente de la Junta Municipal del Distrito de la Macarena (1991-1995), Teniente de Alcalde Adjunto a la Alcaldía (1993-1995), 5º Teniente de Alcalde Delegado de Participación Ciudadana y Juventud (1995-1999), Vicepresidente del Consejo de Administración de Lipasam (1996-1999), miembro del Consejo de Administración de EMASESA (1995-1999). Fue Diputado Provincial de Sevilla desde 1996 a 1998. Además ha ocupado la vocalía del Consejo Asesor de RTVE en Andalucía entre 1990 y 1994. En el Gobierno Autónomo de Andalucía, fue Secretario General de Relaciones con el Parlamento de la Consejería de Relaciones Institucionales de la Junta de Andalucía desde 2002 a 2004. Antes de abandonar la política institucional en 2007, fue director del Grupo Andalucista en la Diputación Provincial de Sevilla de diciembre de 2004 a junio de 2007 y Primer Secretario de la Agrupación Andalucista de Sevilla de abril de 2005 a junio de 2007. Formó parte de la Mesa del XVII Congreso Nacional del Partido Andalucista, que el 12 de septiembre de 2015 acordó su disolución.

## Publicaciones
Los almohades. Su patrimonio arquitectónico y arqueológico en el sur de al-Andalus. (Coordinador). Edita: Consejería de Relaciones Institucionales de la Junta de Andalucía. Sevilla, 2004. ISBN 84-688-5960-5.
Revolución liberal y propaganda. El catecismo de doctrina civil de Andrés de Moya. Sevilla, 2004.
Al Ándalus y las fuentes del oro. Almuzara. Córdoba, 2017. ISBN 978-84-16776-70-2
- Datos: Q5941793